# 周进
周进，是中國古典小說《儒林外史》最早登场的人物之一。他是明宪宗成化末年山东省兖州府汶上县的一名老童生，到60多岁尚未考取秀才，於是在乡村私塾中教书糊口，学生们都考取了秀才，他受尽种种屈辱，无奈之下只得随姐夫金有餘到省治学习经商。
一次他恳求别人带他到贡院参观，才到「天」字号，悲从中来，一头撞向号板寻短，不省人事，被人救醒后又满地打滚，挨一间间号房哭号不止，直到吐血。四位商人同情他，凑了二百两银子，帮助他捐一个监生进场考試。周进伏地磕头，表示要变驴变马来报答他们。
随后周进一路考中举人、进士，钦点广东学道，因同情而提携同样屡试不第的54岁的老童生范进，将其取为秀才，並鼓勵范进去應考舉人。